# Asheville Art Museum

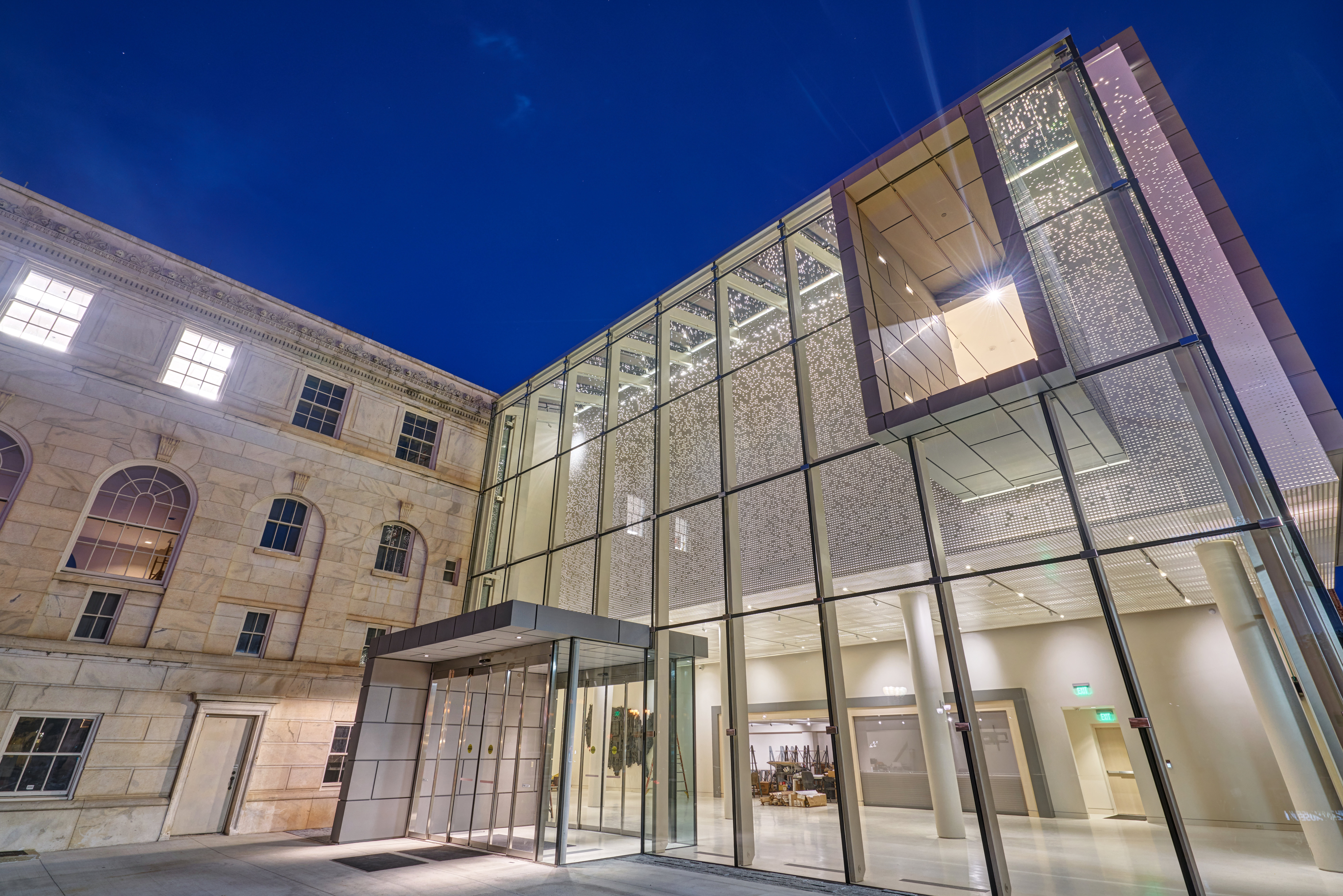
Asheville Art Museum bei Nacht (2019)

Das Asheville Art Museum ist ein Kunstmuseum in Asheville, North Carolina (USA), das sich auf amerikanische Kunst des 20. und 21. Jahrhunderts spezialisiert hat. Es handelt sich um eine gemeinnützige Organisation, die von der American Alliance of Museums akkreditiert wurde.

## Geschichte
Das im Jahr 1948 von Künstlern gegründete Museum ist das drittälteste Kunstmuseum in North Carolina. Es begann in einem kleinen Gebäude in der Charlotte Street, das einst als büro diente. 1950 begann das Museum mit dem Aufbau einer ständigen Sammlung. Aufgrund von Platzmangel zog es im Laufe der Jahre mehrfach um, unter anderem in das Northwestern Bank Building und später in das Gay Green House im Montford Area Historic District. 1976 eröffnete das Museum eine 900 Quadratmeter große Einrichtung im Asheville Civic Center. 1992 zog es in ein Gebäude im italienischen Renaissance-Stil aus dem Jahr 1925 um. In dem Gebäude war zuvor die Pack Memorial Library untergebracht. Das Museum wurde Teil des Pack Place Education, Arts & Science Center.

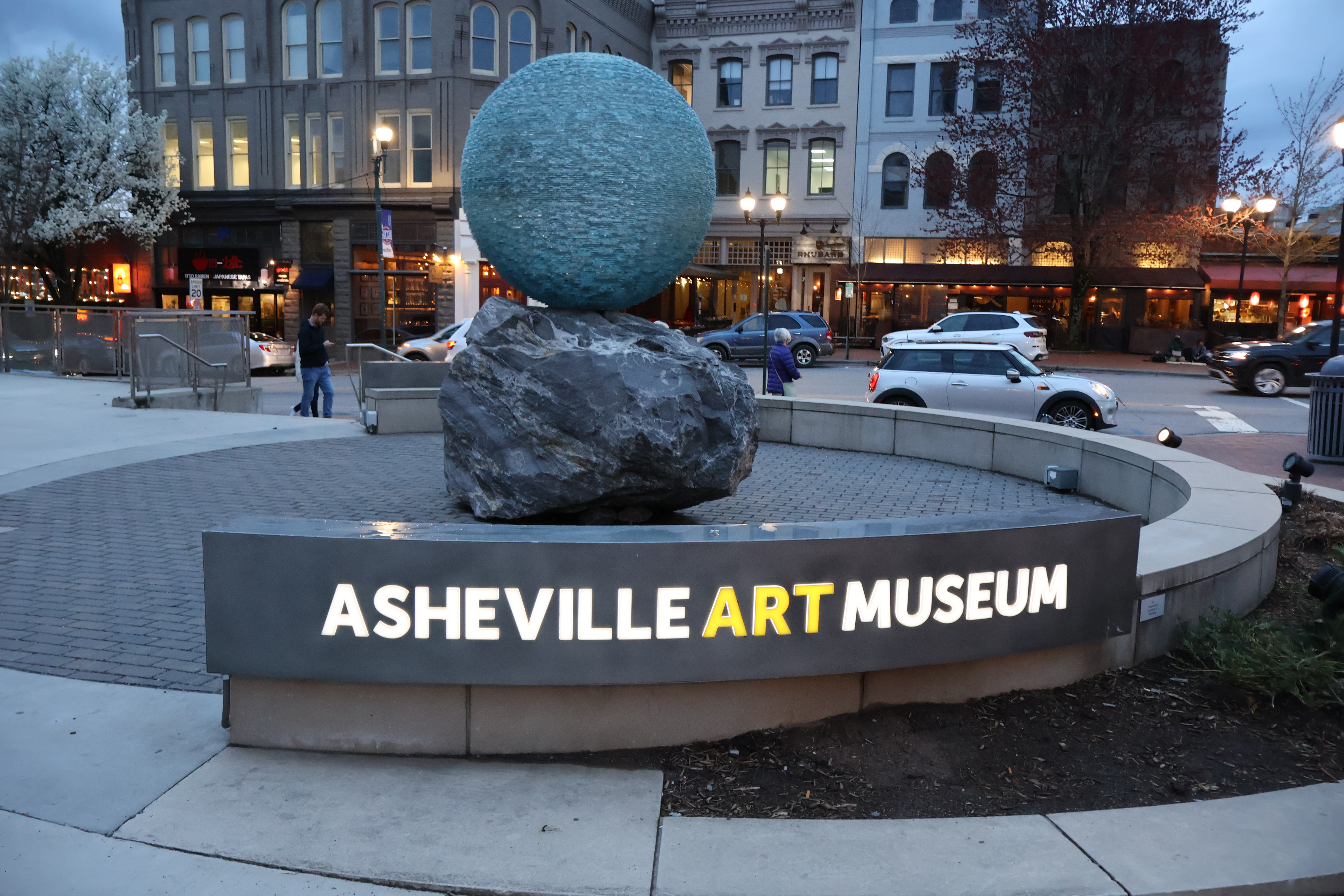
Asheville Art Museum (2023); Skulptur von Henry Richardson

Das ursprüngliche Gebäude des Museums, die ehemalige Pack Memorial Library, wurde 1925 im Stil der italienischen Renaissance erbaut. Es wurde von dem renommierten Architekten Edward L. Tilton (1861–1933) entworfen und zeichnet sich durch symmetrische Fassaden mit einem dreistöckigen Eingangsportal aus. Die Fassade besteht aus weißem Georgia-Marmor und ist mit einem klassizistischen Gesims verziert. Edward Tilton war ein national bekannter Architekt aus New York, der sich auf Bibliotheken, Museen und Bildungsgebäude spezialisiert hatte. Er entwarf mehr als hundert Bibliotheken im ganzen Land und war ein wichtiger Berater der Carnegie Foundation. Asheville hatte mit George W. Pack, dem Wohltäter der Stadt, seine eigene Version von Andrew Carnegie, der sowohl das Grundstück als auch das vorherige Gebäude am Pack Square für die Nutzung als öffentliche Bibliothek stiftete. Die Wahl von Tilton als Architekt spiegelte die Bedeutung wider, die die Stadt dem Bau einer öffentlichen Bibliothek von nationalem Rang beimaß.
Zwischen 2016 und 2019 wurde das Museum erweitert und renoviert, wodurch sich die Fläche auf 5000 Quadratmeter vergrößerte. Das neue Design integriert moderne Architektur mit historisierenden Elementen.

## Sammlung
Das Asheville Art Museum sammelt amerikanische Kunst des 20. und 21. Jahrhunderts. Der Schwerpunkt liegt auf Kunstwerken, die für den Südosten der Vereinigten Staaten, insbesondere für die Regionen Western North Carolina (WNC) und Südkappalachien, von Bedeutung sind. Die Sammlung gliedert sich in drei zentrale Kategorien:

### Künstlerinnen und Künstler aus Western North Carolina

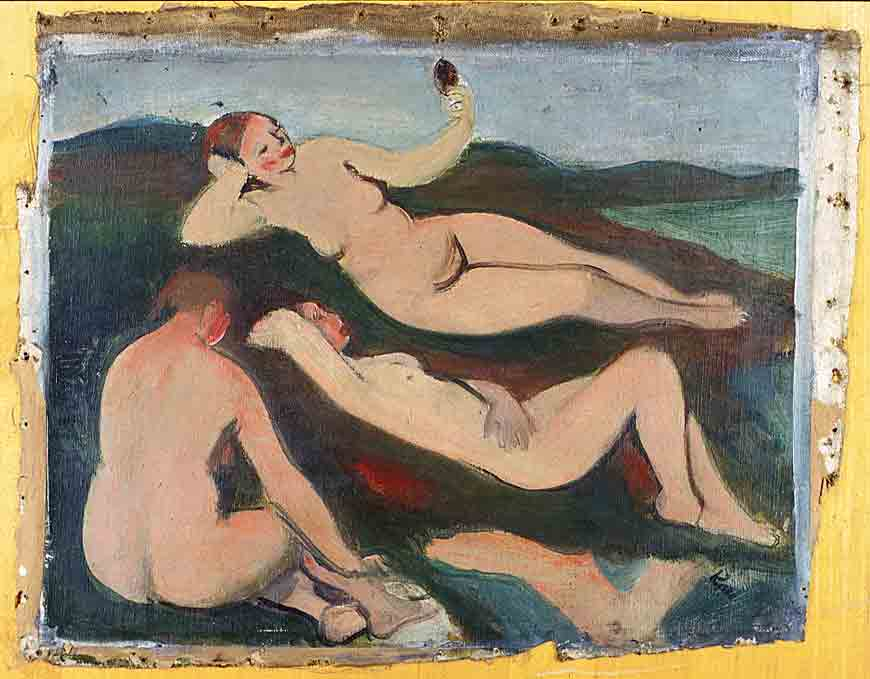
Georges Kars: Three Nudes

Die Hälfte der Museumssammlung besteht aus Werken dieser Region. Vertreten sind unter anderem: Joshua Adams, Rob Amberg, Cynthia Bringle, Virgil Crowe, Margaret Curtis, Douglas D. Ellington, Maud Gatewood, Hoss Haley, Eric Knoche, Anne Lemanski, Sallie Ellington Middleton, Kenneth Noland, Mark Peiser, Will Henry Stevens, Lucille Stonier und Bob Trotman. Auch Werke von Autodidakten wie Raymond Coins, C. J. Dobbins, Kate „Granny“ Clayton Donaldson und James Harold Jennings sind Teil der Sammlung.

### Künstlerinnen und Künstler des Black Mountain College (1933–1957)
Ein zentraler Sammlungsschwerpunkt liegt auf Kunstwerken von Lehrenden und Absolventen des Black Mountain College (BMC). Das College befand sich 15 Meilen östlich von Asheville und wirkte von 1933 bis 1957 als experimentelle Bildungseinrichtung. Das Museum bewahrt über 1500 Objekte und Dokumente von Künstlerinnen und Künstlern wie Anni und Josef Albers, Ruth Asawa, John Cage und Robert Rauschenberg. Zudem ist das Museum das Archiv des Nachlasses von Lorna Blaine Halper (1924–2012).

### Kunsthandwerk aus der Region
Die Sammlung umfasst kunsthandwerkliche Objekte aus traditionellen und zeitgenössischen Werkstätten der Region. Sie beinhaltet Arbeiten von Künstlern der Eastern Band of Cherokee Indians, von historischen Kunsthandwerkern sowie von Vertretern des zeitgenössischen Kunsthandwerks, beispielsweise er Penland School of Craft. Wichtige Vertreter dieser Sammlung sind: William Waldo Dodge, Jr., Walter B. Stephen, Cynthia Bringle, Shane Fero, Richard Jolley, Jon Kuhn, Robert Levin, Lore Lindenfeld, Harvey Littleton, Ben Owen III, Mark Peiser, Richard Ritter, Norm Schulman, Billie Ruth Sudduth sowie Jeff und Yaffa Todd.

### Cherokee-Kunst
Ein wachsender Teil der Sammlung umfasst mehr als 65 Objekte von Cherokee-Künstlern und Kunsthandwerkern vom 19. Jahrhundert bis zur Gegenwart. Der Fokus liegt auf Mitgliedern der Eastern Band of Cherokee Indians, die in der Qualla Boundary bei Cherokee in North Carolina ansässig sind, und der Cherokee Nation. Vertreten sind traditionelle Techniken wie Holz- und Steinschnitzerei, Keramik und Korbflechterei.